# Jezzine - Ain Majdaleyn
Jezzine - Ain Majdaleyn è un  comune (municipalité) del Libano situato nel distretto di Jezzin, governatorato del Sud Libano.